# Хајд Парк (Јута)
Хајд Парк (енгл. Hyde Park) град је у америчкој савезној држави Јута.

## Демографија
По попису из 2010. године број становника је 3.833, што је 878 (29,7%) становника више него 2000. године.
| Група             | 2000.         | 2010.         |
| Белци             | 2.865 (97,0%) | 3.594 (93,8%) |
| Афроамериканци    | 4 (0,1%)      | 10 (0,3%)     |
| Азијати           | 11 (0,4%)     | 31 (0,8%)     |
| Хиспаноамериканци | 47 (1,6%)     | 159 (4,1%)    |
| Укупно            | 2.955         | 3.833         |